# Wreckless Eric

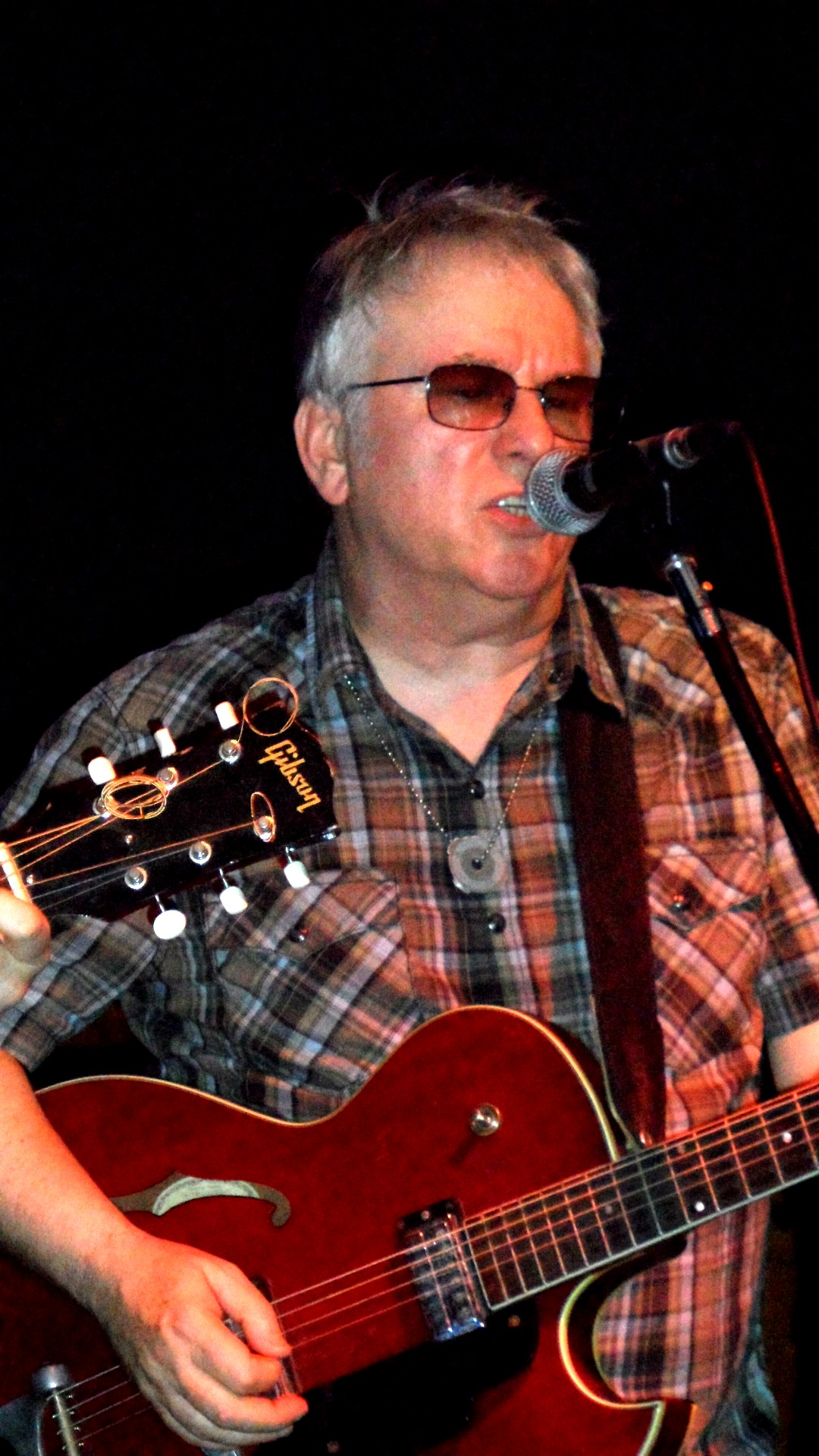
Wreckless Eric

Wreckless Eric (bürgerlich Eric Goulden; geboren am 18. Mai 1954 in Newhaven, East Sussex, England) ist ein britischer Rock-Sänger, der sich musikalisch zwischen Punk, Pub Rock und New Wave bewegt. Charakteristisch für seine recht einfach gestrickten, aber dafür sehr eingängigen Songs ist sein ausgeprägter Cockney-Akzent.
Er begann seine Karriere in den späten 1970er Jahren als einer der Künstler von Stiff Records. Dieses Label war mit Künstlern wie Ian Dury, Madness, Elvis Costello, und Nick Lowe einer der Vorreiter bei der Erneuerung der britischen Popmusik. Seine Debütsingle Whole Wide World/Semaphore Signals (1977) wurde von Nick Lowe produziert, der zudem Bass spielte, und Ian Dury schlug darauf das Schlagzeug. Wreckless Eric hatte zwar nie einen nennenswerten Hit, machte aber mit seinen chaotischen Konzerten, die er häufig in volltrunkenem Zustand gab, von sich reden. Nachdem 1980 sein mutig Big Smash betiteltes viertes Soloalbum auch kein kommerzieller Erfolg wurde, zog er sich vorübergehend aus dem Musikgeschäft zurück.
1984 gründete er mit ehemaligen Bandmitgliedern Ian Durys die Band Captains of Industry, die mit ihrem einzigen Studioalbum auch nicht erfolgreich wurden. 1986 gründete er mit ehemaligen Musikern der Milkshakes die Len Bright Combo, die er nach zwei erfolglosen Alben jedoch ebenfalls auflöste. Derweil hatte sich sein Alkoholproblem noch vergrößert. Er zog sich nach Frankreich zurück, wo er, wie er auf seiner ehemaligen Website schrieb, einer „Karriere als Vollzeitalkoholiker“ nachging. Nach einigen Jahren in Frankreich fasste er sich jedoch wieder und gründete die Band Le Beat Group Electrique, deren drei Alben zwar wesentlich poporientierter waren als seine Projekte zuvor, aber auch nur mäßig erfolgreich waren.
1991 war er auf der LP "Learning English - Lesson One" der Toten Hosen mit "Wohle Wide World" vertreten. 
1998 kehrte er nach Großbritannien zurück. 2004 veröffentlichte er seine Autobiografie A Dysfunctional Success - The Wreckless Eric Manual (dt. „Ein dysfunktionaler Erfolg - Das Wreckless-Eric-Handbuch“). Im Mai 2024, als Wreckless Eric seinen 70. Geburtstag feierte und 20 Jahre nach der Erstveröffentlichung, publizierte der deutsche Ventil Verlag eine vom Musiker und Autor überarbeitete Edition seiner Autobiografie mit einem neuen Vorwort von Wreckless Eric.
Sein Song Whole Wide World ist Teil des Soundtracks zum Film Schräger als Fiktion des Regisseurs Marc Forster von 2006, den der Hauptdarsteller Will Ferrell in einer Szene auf einer Akustikgitarre interpretiert.
Mit amERICa kam 2015 nach über 10 Jahren wieder ein Soloalbum von ihm heraus, mit dem er anschließend auch durch Europa tourte.
Wreckless Eric ist mit der Singer/Songwriterin Amy Rigby verheiratet, mit der er 2008 das Album Wreckless Eric & Amy Rigby aufnahm. Er ist Vater einer 1985 geborenen Tochter.

## Diskographie
Als Wreckless Eric
- Wreckless Eric (1978)

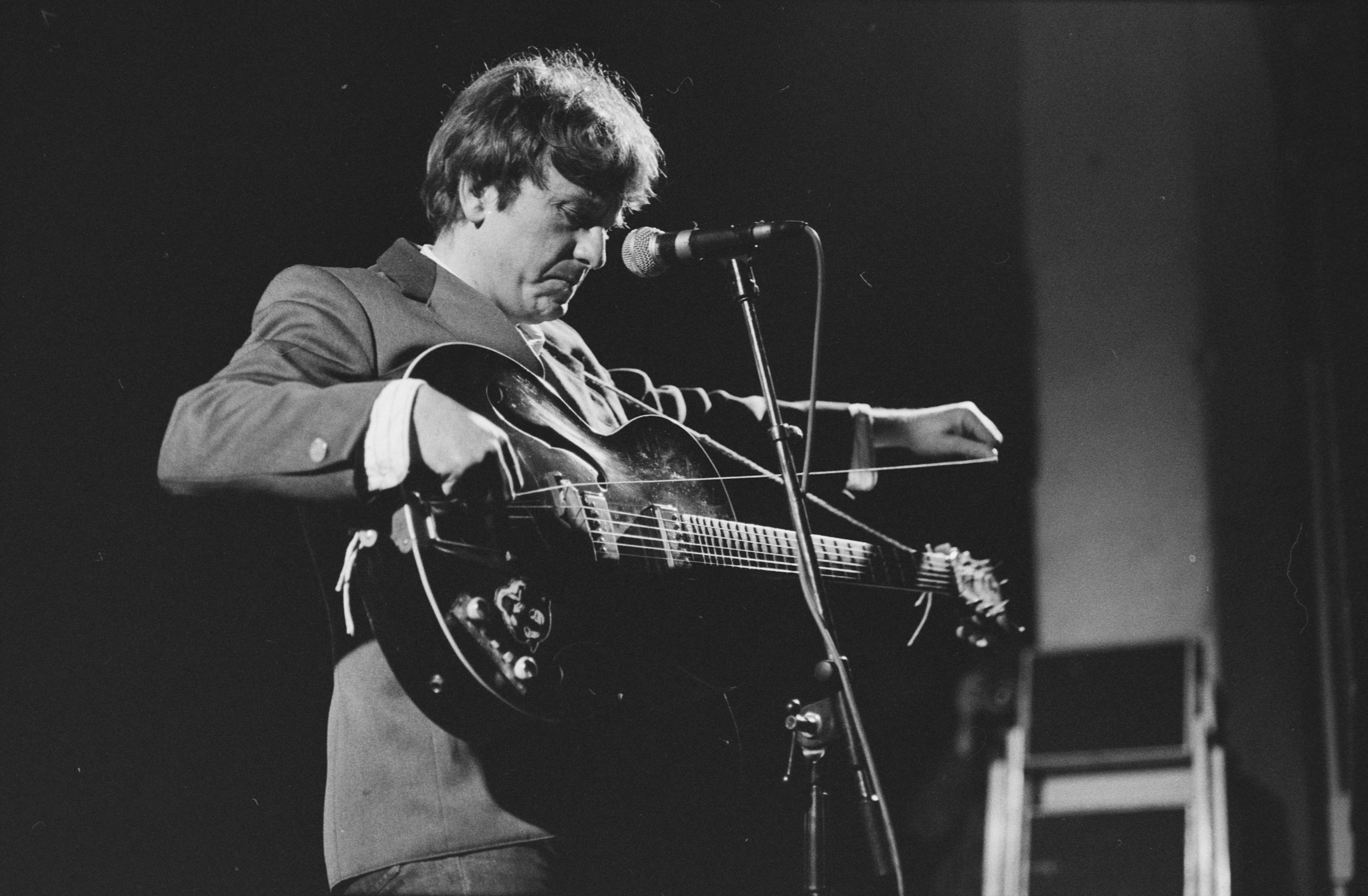
Wreckless Eric (1989)

- The Wonderful World of Wreckless Eric (1978)
- The Whole Wide World (1979)
- Big Smash (1980)
- Almost a Jubilee: 25 Years at the BBC (with Gaps) (2003)
- Bungalow Hi (2004)
- amERICa (2015)
- Construction Time & Demolition (2018)
- Transience (2019)
- Leisureland (2023)

Mit den Captains of Industry
- Roomful of Monkeys (1984)

Mit The Len Bright Combo
- The Len Bright Combo Presents... (1985)
- Combo Time (1986)

Mit Le Beat Group Electrique
- Le Beat Group Electrique (1989)

Mit Fabrice Bertran/ Eduardo Leal de la Gala
- At the Shop (1990)
- The Donovan of Trash (1991)

Mit Hitsville House Band
- 12 o'Clock Stereo (1996)

Als Eric Goulden
- Karaoke (1997)